# 白朗 (民國)
白朗（1873年—1914年8月3日），字明心，幼名六儿，河南宝丰人，清末民初河南馬賊、农民军领袖。白朗清末時本為低级军官，因响应局势而反清，靠劫富济贫获得穷人支持，并收编众多绿林匪盗，后又成为积极反抗袁世凯之地方民变领袖，最终戰死沙場。

## 生平
1873年，白朗出生于河南宝丰县大刘庄的一个农民家庭，幼时读书，后在家务农。1908年夏，白朗与本地地主王岐发生冲突，王家报案后将其逮捕入狱一年余；在狱中也遭到狱吏的敲诈、欺侮和非刑拷打。出狱后，白朗只得赶牛车、开炉场来维持生计。由于他经常对他人倾囊相助，年轻的人都爱称呼他为“大哥”，有“官大哥”之称。
白朗清末时曾在陆军第六镇统制吴禄贞手下充当参谋軍官。1911年辛亥革命爆发，吴被暗杀，白朗在河南宝丰起兵，起初仅有二十余士兵和一支步枪。1912年4月，白朗一军打劫了前宝丰县知事张礼堂，获得20多支快枪；五月下旬时已有“七十余人，快枪三十六支”。后河南都督张镇芳命令河南陆军第三旅旅长王毓秀改用“招抚收编”的方法，将杜启宾、秦椒红等十多个农民首领引到鲁山县，再将其杀害；而白朗此时率队穿过郏县，攻占了禹州的神垕镇，而被害农民领袖的部众有许多都投靠白朗，很快就已有500余人。1912年冬到1913年春，白朗在舞阳以南的几个县和桐柏山区之间游击，每到一处，便劫掠官家及绅士、富豪财物，布施穷人，並鼓励穷人造反，自称为「中原扶汉军大都督」；白朗军迅速发展到3000余人。
1913年夏秋，孙中山等革命党人为扩充实力，与白朗联络，并委以“湘鄂豫三省联军先锋司令”的名义，曾派出参谋帮助谋划，也对其发布一些命令辅助进攻，白朗也打出了“二次革命”的口号。1913年5月31日，白朗发动农民起事攻占唐县，反对袁世凯政权，威胁京汉铁路的安全；民国初年，河南连年饥荒，加上北洋政府的河南都督张镇芳横征暴敛，常有被裁士兵、贫民、饥民铤而走险，成為馬賊，这些盗匪中有许多人响应白朗的起义；7月又攻占富庶的禹州，获大批军火和财物，军中有机枪数挺，还配有大炮。因为保证这条交通干线的畅通，袁世凯调集湖北、河南和陕西三省联军对白朗进行围剿。不料联军中的陕西王生歧部阵前投敵，参加白朗军，使得白朗军的军力和装备都得到了很大的改善。白朗遂自称“中华民国扶汉讨袁司令大都督”。9月下旬，白朗军占领枣阳，后遭到围攻，守城十余日后焚毁教堂，扣押传教士十三人后撤退；11月时又攻占宝丰，返回故乡大刘庄时收到欢迎。
1913年12月，由于“二次革命”失败，许多革命党人和青年学生加入了白朗军，并自号“讨袁军”，越过京汉铁路东征。1914年初，白朗率万余人突破袁军的包围圈，连续攻下光山、潢川、商城等地，由叶家集进入安徽；26日攻占六安，后又占领霍山；期间焚毁衙署、监狱、天主教堂，并开仓济民；此刻白朗军“共有四十个大队，每大队约五百人”，共计两万余众。2月13日，袁世凯任命段祺瑞为总司令，率领北洋精锐王占元、王汝贤的两个师，徐占凤、唐天喜的两个旅追击白朗，并派出了4架飞机对白朗军进行侦察、轟炸，是为中国战争史上首次将空军用於轟炸。2月中旬，白朗从叶家集再转回河南，在酆家集重创王占元两个团，后从柳林进入湖北。3月8日，白朗军占领老河口，打死挪威基督教传教士费兰德医生，打伤沙麻牧师，酿成“老河口案”，引起西方国家对袁世凯的强烈抗议。后袁世凯又撤换段祺瑞，任田文烈为河南都督，加派了陆建章、赵倜、张敬尧等师进攻。
白朗等在老河口曾进行会议，本欲入川，但最终决意西进，3月17日由荆紫关入秦，击败陕西都督张凤翙，又攻占商南、商县、山阳，至于公开电告袁世凯要进攻西安。袁世凯急令陆建章为西路“剿匪”督办，集结二十余万部队围追堵截。白朗军则忽南忽北，先过子午峪攻鄠县、盩厔，后北渡渭水，连占武功、乾县、麟游、凤翔、陇县等十余县；4月下旬经固关进入甘肃，攻占通渭、陇西；5月4日占领秦州镇（今天水），击毙总兵马国仁，后又攻下徽县、成县、武都（阶州），准备渡白水江进入四川，由于已有重兵戒备，于是转战岷县、临潭等地，最终在甘肃南部藏族聚居地区停止。期间白朗军有时号为“中原扶汉军”，有时又用“公民讨贼军”的名义，为推翻袁世凯政权；而军队的纪律也逐渐严明，除抵抗到底的官绅、地主，不在杀戮开城迎降的官绅，并宣称保护正当商人和外国侨民，群众“现（视）兵如仇雠，视匪如家人”。
白朗入川建立根据地的构想没能实现，而又无法在当地立足，糧食與彈藥也无处补充，当地反抗也很激烈，白朗在临潭会议后，只得率军返回河南、湖北。1914年5月下旬，白朗军经漳县、宁远，6月上旬攻占秦安，后由清水进入陕西。白朗军一日夜行一百六七十里，成功突破了袁军劉鎮華的三道防线，除在宝鸡、郭杜镇、子午峪等地发生过几次战斗，一路“如入无人之境”，经凤翔、扶风、西安郊外，6月下旬就到达了陕、豫交界的荆紫关。但进入河南后，军队中有许多士兵便选择离队回家，迅速解体，最终仅有百余人。不久，白朗军被袁军各个击破。白朗也于8月3日的寶豐戰鬥阵亡。白朗死後被劉鎮華斬下首級，当地百姓将其头颅葬于虎爬岭（今宝丰县前营乡），而身体被旧部夺回带回老家（今石龙区关庄）安葬，待袁军退却后，百姓将白朗头颅取出，身首合葬，魂归故里。

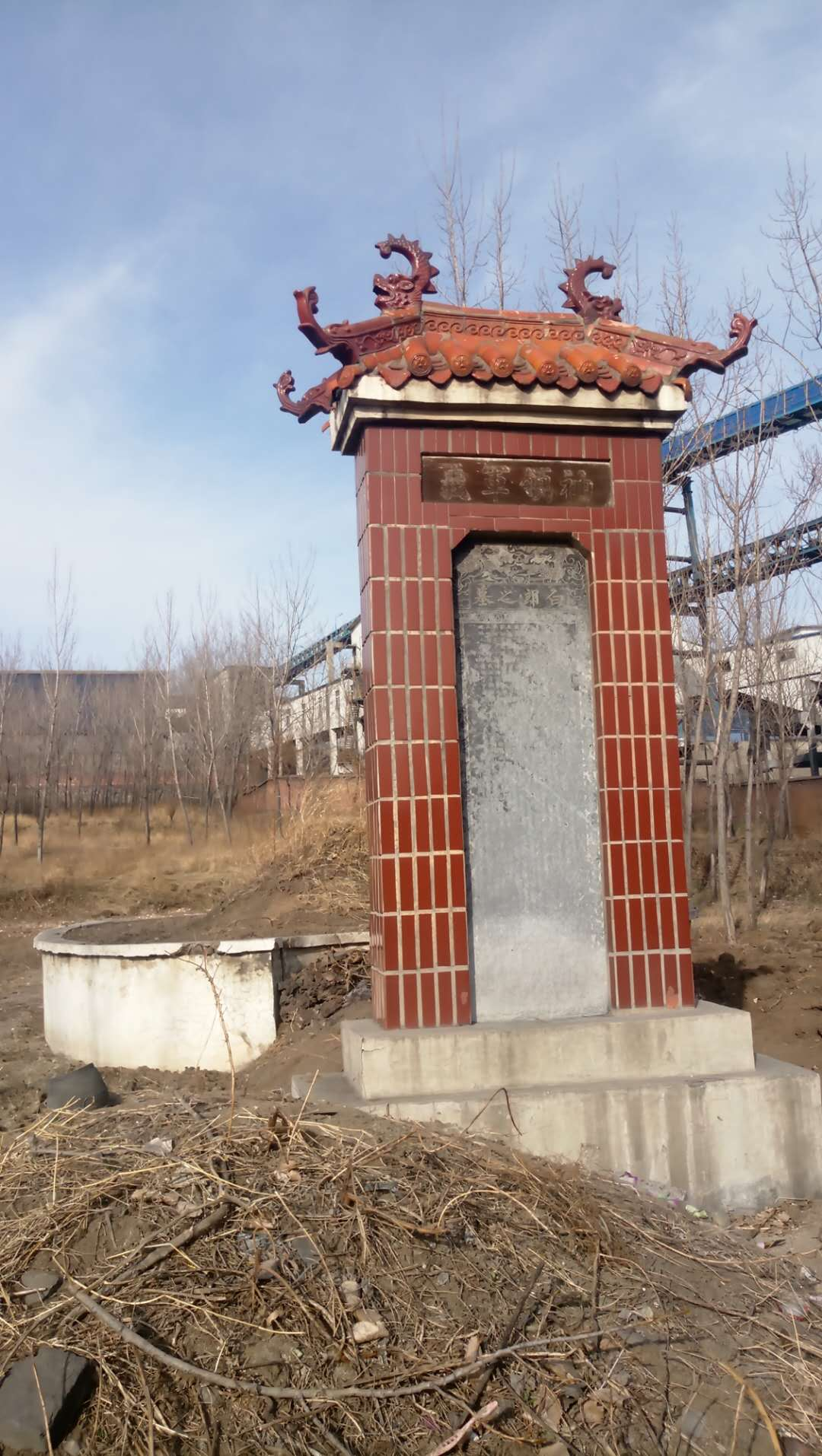
白朗墓

## 影响
起义军采用避实击虚、声东击西、快速机动、长途奔袭、出其不意等战术，转战鄂豫皖陕甘五省，先后同北洋军队20余万人展开战斗，动摇了北洋政府的统治。同时起义军劫富济贫，受到当地百姓拥戴，起义虽昙花一现，但为国民革命军北伐奠定一定的群众基础以及牵制北洋军阀起到一定作用。
白朗在河南地区所领导的反袁战争在河南当地引起轰动，被视为英雄人物传颂一时，尤其是对当时年纪尚小的马尚德触动很大。马尚德以白朗为偶像，立志长大以后也像白朗一样通过革命斗争的道路改变社会的旧面貌。马尚德年轻时领导过河南当地的红军部队，后又化名“杨靖宇”领导了中国东北抗日联军，并成为抗战时期中国东北地区最著名的抗日将领。

## 扩展阅读
- 《中国近代历史大事详解---浩劫风暴》，2006年，吉林文史出版社 ISBN 7807022140